# Malta Eurovision Song Contest 2022
La nona edizione di Malta Eurovision Song Contest si è svolta dal 17 al 19 febbraio 2022 e ha selezionato il rappresentante di Malta all'Eurovision Song Contest 2022 a Torino.
La vincitrice è stata Emma Muscat con Out of Sight.

## Organizzazione
L'emittente pubblica Television Malta (TVM) ha confermato la presenza di Malta all'Eurovision Song Contest 2022 il 15 ottobre 2021 insieme al ritorno di Malta Eurovision Song Contest, sostituito nelle ultime tre edizioni da The X Factor Malta per la selezione del rappresentante nazionale. A partire dallo stesso giorno è stata data la possibilità agli artisti interessati di inviare i propri inediti fino al successivo 15 dicembre, a patto che fossero maltesi o avessero la cittadinanza maltese. Una clausola ha impedito a Destiny Chukunyere, la rappresentante maltese all'Eurovision Song Contest 2021, di partecipare al festival per evitare l'eventualità di riproporre lo stesso artista per anni consecutivi.
La competizione si è svolta nel febbraio 2022 ed è consistita in due serate: nella semifinale si sono esibiti tutti e 22 i partecipanti, dei quali 17 hanno avuto accesso alla finale. I risultati di entrambe le serate sono stati determinati da una combinazione di voto della giuria e televoto.

## Partecipanti
I 22 artisti partecipanti e i relativi inediti sono stati resi noti il 29 dicembre 2021.
| Artista              | Titolo                    | Lingua           | Compositori                                                                     |
| -------------------- | ------------------------- | ---------------- | ------------------------------------------------------------------------------- |
| Aidan                | Ritmu                     | Maltese          | Aidan Cassar, Boban Apostolov                                                   |
| Baklava feat. Nicole | Electric Indigo           | Inglese          | Philip Vella, Gerard James Borg                                                 |
| Denise               | Boy                       | Inglese          | Aidan Cassar                                                                    |
| Derrick Schembri     | II                        | Maltese          | Cyprian Cassar, Emil Calleja Bayliss                                            |
| Emma Muscat          | Out of Sight              | Inglese          | Antonio Caputo, Emma Muscat, Gabriel Rossi, Lorenzi Santarelli, Marco Salvaderi |
| Enya Magri           | Shame                     | Inglese          | Cyprian Cassar, Jodie Magri                                                     |
| Francesca Sciberras  | Rise                      | Inglese          | Mark Scicluna, Etienne Micallef                                                 |
| Giada                | Revelación                | Inglese          | Aidan Cassar                                                                    |
| Janice Mangion       | Army                      | Inglese, maltese | Cyprian Cassar, Mark Scicluna, Emil Calleja Bayliss                             |
| Jessica Grech        | Aphrodisiac               | Inglese          | Philip Vella, Gerard James Borg                                                 |
| Jessika              | Kaleidoscope              | Inglese          | Philip Vella, Gerard James Borg                                                 |
| Malcolm Pisani       | We Came for Love          | Inglese          | Gaspare Incatasciato, Matthew Mercieca                                          |
| Mark Anthony Bartolo | Serenity                  | Inglese          | Mark Anthony Bartolo                                                            |
| Matt Blxck           | Come Around               | Inglese          | Matt Blxck, David Grech                                                         |
| Miriana Conte        | Look What You've Done Now | Inglese          | Cyprian Cassar, Matthew Mercieca                                                |
| Nicole Azzopardi     | Into the Fire             | Inglese          | Peter Boström, Per Jonsson, Marika Lindė, Dīmītrī Stassos, Nektarios Tyrakīs    |
| Nicole Hammett       | A Lover's Heart           | Inglese, maltese | Cyprian Cassar, Joe Julian Farrugia                                             |
| Norbert              | How Special You Are       | Inglese          | Shaun Farrugia, Norbert Bondin, Peter Borg                                      |
| Rachel Lowell        | White Doves               | Inglese          | Ylva Persson, Linda Persson, Peter Frodin, Emil Calleja Bayliss                 |
| Raquel               | Over You                  | Inglese          | Aidan Cassar                                                                    |
| Richard Edwards      | Hey Little                | Inglese          | Richard Micallef                                                                |
| Sarah Bonnici        | Heaven                    | Inglese          | Aidan Cassar                                                                    |

## Semifinale
La semifinale si è svolta il 17 febbraio 2022 presso il Malta Fairs and Conventions Centre di Ta' Qali. L'ordine di uscita è stato reso noto il 6 febbraio 2022.
I nomi dei primi 16 finalisti sono stati annunciati il 18 febbraio 2022, durante la serata-evento che ha ripercorso la storia di partecipazione maltese, mentre un secondo giro di votazione da parte del solo pubblico per determinare l'ultimo finalista fra i 6 artisti eliminati ha permesso a Jessika di accedere alla finale.
| #  | Artista              | Titolo                    |
| -- | -------------------- | ------------------------- |
| 1  | Aidan                | Ritmu                     |
| 2  | Janice Mangion       | Army                      |
| 3  | Nicole Hammett       | A Lover's Heart           |
| 4  | Sarah Bonnici        | Heaven                    |
| 5  | Mark Anthony Bartolo | Serenity                  |
| 6  | Denise               | Boy                       |
| 7  | Richard Edwards      | Hey Little                |
| 8  | Francesca Sciberras  | Rise                      |
| 9  | Miriana Conte        | Look What You've Done Now |
| 10 | Giada                | Revelación                |
| 11 | Baklava feat. Nicole | Electric Indigo           |
| 12 | Derrick Schembri     | II                        |
| 13 | Norbert              | How Special You Are       |
| 14 | Raquel               | Over You                  |
| 15 | Jessica Grech        | Aphrodisiac               |
| 16 | Matt Blxck           | Come Around               |
| 17 | Rachel Lowell        | White Doves               |
| 18 | Nicole Azzopardi     | Into the Fire             |
| 19 | Emma Muscat          | Out of Sight              |
| 20 | Malcolm Pisani       | We Came for Love          |
| 21 | Enya Magri           | Shame                     |
| 22 | Jessika              | Kaleidoscope              |

## Finale
La finale si è svolta il 19 febbraio 2022 presso il Malta Fairs and Conventions Centre di Ta' Qali. È stata seguita da 160 000 spettatori televisivi, ed è stata guardata 26 000 persone sul sito dell'emittente da altre 200 000 attraverso gli stream ufficiali sui social media, portando a un totale di 386 000 spettatori.
In seguito alla somma delle votazioni Emma Muscat con Out of Sight è stata proclamata vincitrice della manifestazione.
| #  | Artista              | Titolo                    | Punteggio | Punteggio | Punteggio | Posizione |
| #  | Artista              | Titolo                    | Giuria    | Televoto  | Totale    | Posizione |
| -- | -------------------- | ------------------------- | --------- | --------- | --------- | --------- |
| 1  | Baklava feat. Nicole | Electric Indigo           | 6         | 1         | 7         | 15        |
| 2  | Norbert              | How Special You Are       | 30        | 4         | 34        | 4         |
| 3  | Matt Blxck           | Come Around               | 15        | 3         | 18        | 7         |
| 4  | Giada                | Revelación                | 7         | 1         | 8         | 13        |
| 5  | Jessika              | Kaleidoscope              | 0         | 1         | 1         | 17        |
| 6  | Raquel               | Over You                  | 8         | 0         | 8         | 13        |
| 7  | Nicole Hammett       | A Lover's Heart           | 15        | 1         | 16        | 8         |
| 8  | Miriana Conte        | Look What You've Done Now | 27        | 1         | 28        | 6         |
| 9  | Nicole Azzopardi     | Into the Fire             | 31        | 5         | 36        | 3         |
| 10 | Sarah Bonnici        | Heaven                    | 9         | 1         | 10        | 12        |
| 11 | Enya Magri           | Shame                     | 12        | 3         | 15        | 9         |
| 12 | Denise               | Boy                       | 28        | 3         | 31        | 5         |
| 13 | Emma Muscat          | Out of Sight              | 72        | 20        | 92        | 1         |
| 14 | Janice Mangion       | Army                      | 6         | 1         | 7         | 15        |
| 15 | Mark Anthony Bartolo | Serenity                  | 10        | 1         | 11        | 11        |
| 16 | Aidan                | Ritmu                     | 60        | 12        | 72        | 2         |
| 17 | Richard Edwards      | Hey Little                | 12        | 1         | 13        | 10        |